# Cherry Log
 (avril 2025).
Cherry Log est une census-designated place située dans le comté de Gilmer, dans l’État de Géorgie, aux États-Unis. Lors du recensement de 2020, elle comptait 99 habitants.